# 125

125(백이십오)는 124보다 크고 126보다 작은 자연수다.

## 수학
- 합성수로, 그 약수는 1, 5, 25, 125다. 진약수의 합은 31이므로, 125는 부족수다.
- 5번째 세제곱수(53)다. 앞의 세제곱수는 64, 다음 세제곱수는 216이다.
- 13번째 헥사나치 수다. 앞의 헥사나치 수는 63, 다음은 248이다.
- 피타고라스 삼조의 빗변의 길이이다. ({\displaystyle 44^{2}+117^{2}=125^{2}})[a]
- {\displaystyle 125=2^{2}+11^{2}=5^{2}+10^{2}}
  - 서로 다른 두 자연수의 제곱합으로 나타내는 방법이 두 가지인 수다.
  - 연속하는 두 개의 {\displaystyle 5n}({\displaystyle n}은 자연수)의 제곱합으로 나타낼 수 있는 가장 작은 수다. 이 성질을 지닌 다음 수는 325다.
- {\displaystyle 125={\frac {1}{8}}\times 10^{3}}
- {\displaystyle 57^{4}-1}은 125로 나누어떨어진다.

## 과학·기술
- NGC 125: 물고기자리 방향에 있는 렌즈형은하.
- STS-125: 미국 항공우주국(NASA)의 우주왕복선(STS) 프로그램의 하나.

## 교통

### 철도
- 수도권 전철 1호선 제기동역의 역번호.
- 부산 도시철도 1호선 동래역의 역번호.
- 대구 도시철도 1호선 안지랑역의 역번호.

### 도로
- 고속도로 및 국도
  - 유럽 고속도로 125호선: 러시아 이심에서 투르크메니스탄 토루갓 패스까지 이어지는 유럽 고속도로.
  - 일본 125번 국도: 지바현 가토리시에서 사이타마현 구마가야시까지 이어지는 일본의 국도.
- 기타 도로
  - 현도 제125호선

## 군사
- S-125: 소련의 지대공 미사일.
- U-125: 독일의 군용 잠수함. 제1차 세계 대전에 사용된 1918년제 모델(영어판)과 제2차 세계 대전에 사용된 1940년제 모델(영어판)이 있다.

## 문화유산
- 대한민국의 국보 제125호: 녹유골호
- 대한민국의 보물 제125호: 경주 무장사지 아미타불 조상 사적비
- 대한민국의 사적 제125호: 종묘

## 방송
- B tv의 프랑스 방송인 InUltra TV 채널 번호.
- LG헬로비전의 마운틴TV 채널 번호.
- B tv 케이블의 i 쇼 채널 번호.

## 기타
- 날짜: 1월 25일, 12월 5일
- 연도: 125년, 기원전 125년
- 대한민국의 밀수사범 신고 전화번호.[1][2]

### 내용주
1. ↑  1,936 + 13,689 = 15,625

### 참조주
1. ↑  “긴급 전화번호, 우리가 알아야 할 필수 번호는 무엇?”. 《중앙일보》. 2015년 12월 14일. 2022년 1월 2일에 확인함.
2. ↑  강현석 (2014년 5월 1일). “112, 122, 111, 113, 1337, 1301, 118, 125, 117… 긴급전화 하나로 통합해야”. 2022년 1월 2일에 확인함.